# Андре Френо
Андре́ Френо́ (фр. André Frénaud, 26 липня 1907, Монсо-ле-Мін, Сона і Луара — 21 червня 1993, Париж) — французький поет і есеїст.

## Біографія
Френо навчався в Паризькому університеті, де студіював філософію і право. 1930 року Френо працював у Львівському університеті лектором французької мови. 1937 року він одержав посаду в міністерстві транспору, де він і пропрацював до 1967 року. 
1939 року він був призваний до війська, невдовзі потрпапив у німецький полон. Як поет Френо став відомий після публікації своїх "Бранденбурзьких віршів", у яких тематизував перебування в полоні. 1942 року Френо вдалося втекти з полону, скориставшись підробленими паперами. Під час війни Френо публікував свої твори під псевдонімом Бенжамен Феліс (Benjamin Phelisse) у підпільному видавництві свого друга, поета Поля Елюара.
Френо був знайомий з художниками Жоаном Міро, Едуардо Чільїда та Марією Еленою Вієйра да Сілва, які ілюстрували його поетичні збірки. 1985 року Френо опублікував збірку есе "Юрбак та основи його мистецтва" (Ubac et les fondements de son art), присвячену художникам Жану Базену та Раулю Юрбаку.
1973 року Френо одержав Велику премію Французької академії за поезію. 1985 року його творчість була відзначена Великою національною премією поезії. Італійською твори Френо перекладали такі визнані майстри, як Еудженіо Монтале та Джузеппе Унгаретті.

## Вибрані твори
- Poèmes d'Avant-Guerre, 1938–1939
- Poèmes de Brandebourg
- Les Rois Mages, 1943
- Poèmes de dessous de plancher, 1949
- Agonie du général Krivitski, 1960
- II n'y a pas de paradis, 1962
- La Sainte Face, 1968.
- La Sorcière de Rome, 1973.
- Notre inhabileté fatale, 1979.
- La vie comme elle tourne. Maeght Éditeur, Paris 1979.
- Haeres, 1982.
- Ubac et les fondements de son art, 1985.
- Nul ne s'égare, 1986.